# Bataille de Talas
Pour les articles homonymes, voir Talas.
Conquête musulmane de la Transoxiane
La bataille de Talas, bataille de la rivière Talas ou encore bataille d'Artlakh (en chinois traditionnel : 怛羅斯戰役 ; en arabe : معركة نهر طلاس) a lieu en juillet 751 sur les rives de la rivière Talas (dans l'actuel Kirghizistan), près de la ville de Taraz (dans l'actuel Kazakhstan). Elle oppose les troupes du califat abbasside, soutenues par des contingents tibétains de l'empereur Tridé Tsuktsen, à celles de l'armée chinoise de la dynastie Tang. Celle-ci, dirigée par Tang Xuanzong, lutte alors pour le contrôle de la région de Syr-Daria en Asie centrale.
Après plusieurs jours d'impasse, le cours de la bataille change lorsque les mercenaires karlouks initialement alliés aux Tang font défection au profit des Abbassides, ce qui a renversé le rapport de forces, entraînant une déroute des Tang.
Cette défaite marque la fin de l'expansion des Tang vers l'Ouest et permet aux musulmans de prendre le contrôle de la Transoxiane pour les quatre siècles suivants. Le contrôle de cette région est économiquement bénéfique pour les Abbassides, car elle se trouve sur la route de la soie.
Les historiens se demandent si les prisonniers chinois capturés lors de cette bataille ont amené les techniques de fabrication du papier au Moyen-Orient, d'où elles se sont finalement répandues en Europe.

## Localisation

Carte de la région de la Transoxiane, avec la rivière Talas.

Il n'y a pas de certitude sur l'emplacement exact de la bataille, mais les historiens pensent qu'elle a eu lieu près de Taraz (nommée Jambyl, jusqu'en 1997) et de Talas, dans la zone qui correspond actuellement à la frontière entre le Kazakhstan et le Kirghizistan. Le nom chinois Daluosi (怛羅斯, Talas) apparait pour la première fois dans le récit de Xuanzang et Du Huan a localisé la ville près du bras ouest de la rivière Chui.

## Contexte

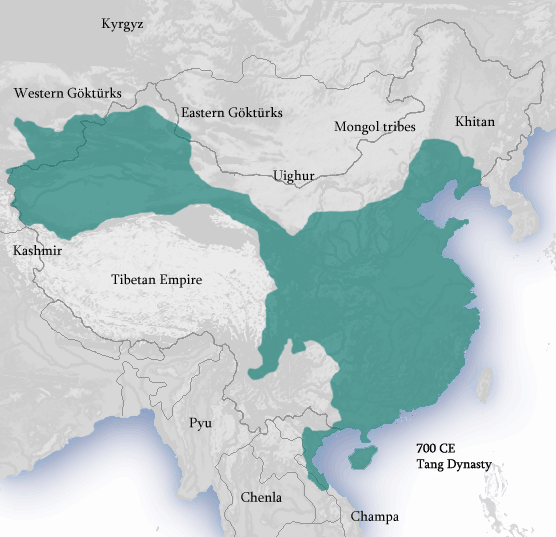
Carte des territoires contrôlés par la dynastie Tang vers l'an 700. On voit bien les territoires les plus à l'ouest, qui sont reliés à la partie principale de l'Empire par le long et étroit corridor du Hexi.

Avant la bataille, il y avait déjà eu des contacts indirects entre certains des combattants. La Chine avait déjà envoyé des armées au-delà du bassin du Tarim, au climat continental rude, et que le désert du Taklamakan, terrain aride et désolé, recouvre en grande partie. Durant la première moitié de la dynastie Han, l'empereur Han Wudi (156 – 87 av. J.-C.) envoya des expéditions militaires vers l'ouest, qui allèrent assez loin dans cette région du monde pour s'emparer de chevaux dans la vallée de Fergana.
En 715, Alutar destitue le Ikhshid avec l'aide des Arabes du califat omeyyade. et monte sur le trône de Fergana. Ikhshid s'enfuit à Kucha, siège du protectorat d'Anxi, pour demander de l'aide des souverains de la dynastie Tang. Ces derniers envoient une armée de 10 000 soldats commandée par Zhang Xiaosong qui réussit à vaincre Alutar à Namangan et réinstaller Ikhshid sur le trône. Les habitants de trois villes sogdiennes seront massacrés à la suite de cette bataille.
Une deuxième rencontre a eu lieu en 717. À cette date, la Chine avait pris le contrôle de toutes les montagnes de l'Hindū-Kūsh et du Pamir depuis les années 640, tandis que les musulmans étaient en train d'annexer la Transoxiane jusqu'à Tachkent et la vallée de la Ferghana. Cette année-là, les Arabes, guidés par les Turgesh, ont assiégé deux villes dans la région d'Aksu. Tang Jiahui, le commandant du Protectorat Général pour Pacifier l'Ouest, a répondu à cette attaque en levant deux armées, l'une composée de mercenaires karlouks dirigés par Ashina Xin (un qaghan d'Onoq allié de la Chine) et une autre composée de soldats chinois dirigés par Jiahui lui-même. Les Chinois ont vaincu les Omeyyades lors de la bataille d'Aksou (717) et les troupes arabes, commandées par Al-Yashkuri, se sont enfuies à Tachkent après leur défaite,.
Des sources arabes affirment que Qutayba ben Muslim a brièvement pris Kashgar aux Chinois avant de se retirer après avoir conclu un accord, mais les historiens modernes rejettent cette affirmation,,.
En l'an 750, Abu al-Abbas al-Saffah (As-Saffah), le fondateur du califat abbasside, a lancé une rébellion massive, connue sous le nom de révolution abbasside (en), contre le califat omeyyade depuis la province de Grand Khorassan. Après sa victoire décisive à la bataille du Grand Zab et l’élimination des membres du clan omeyyade qui n’ont pas réussi à s’enfuir vers Al-Andalus, As-Saffah a envoyé ses troupes aux quatre coins du califat pour consolider son pouvoir. L'Asie centrale n'échappe pas à ce déploiement de forces, et ses troupes se retrouvent rapidement à devoir faire face aux nombreux pouvoirs locaux, y compris la dynastie chinoise des Tang. Les souverains des régions vassales de la Chine demandèrent rapidement de l'aide, mais les Chinois ne réagirent qu'à partir de 747 quand les Tibétains menacèrent les routes commerciales entre les Indes et la Chine, et entre Kachgar (au Xinjiang) et Tachkent (en Ouzbékistan).

## Bataille

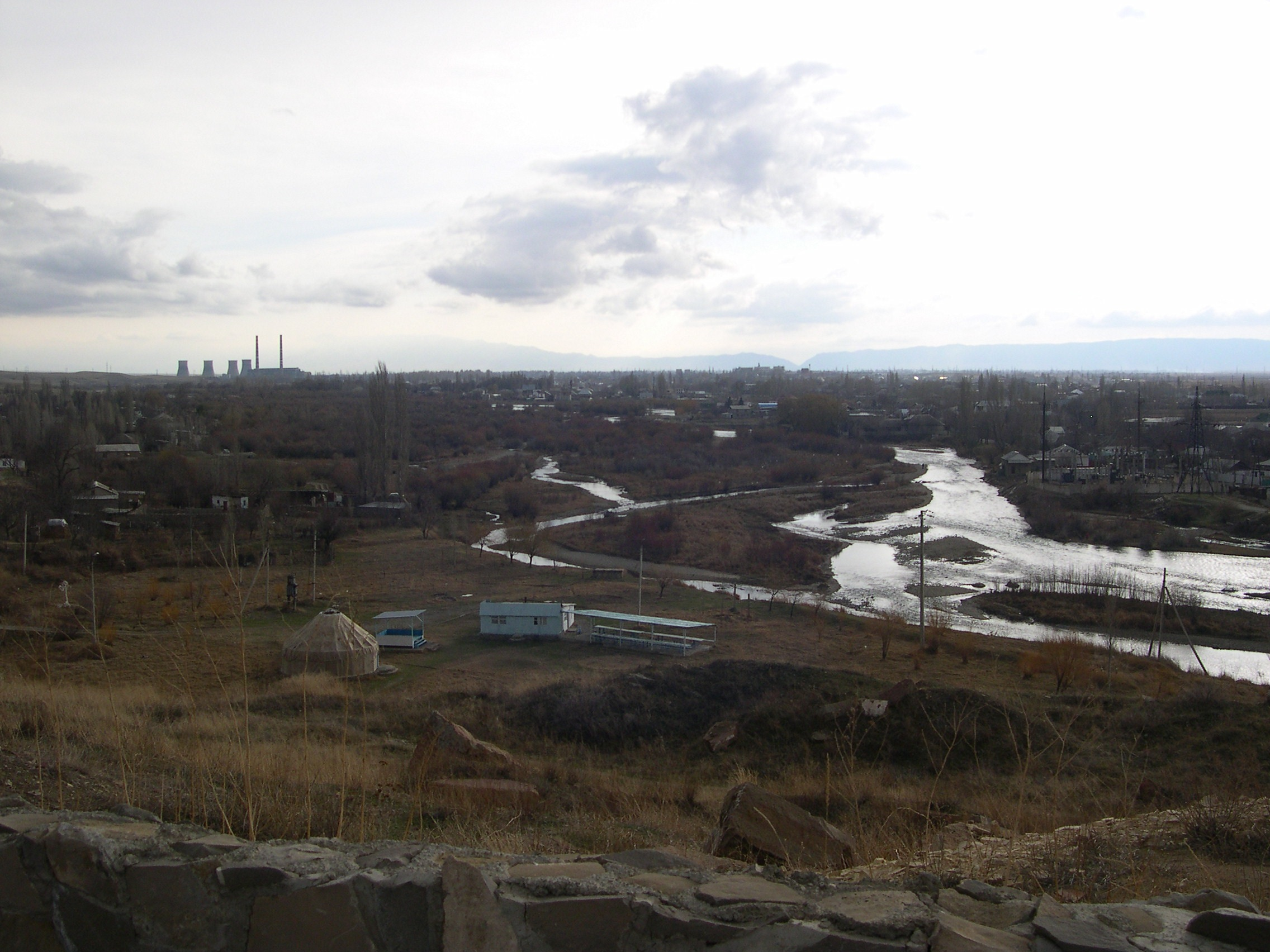
Vue moderne de la rivière Talas, qui commence dans les montagnes du Kirghizistan et coule ensuite vers le Kazakhstan. Sur la rive droite de la rivière se trouve la ville de Taraz.

Une expédition militaire chinoise partit sous la conduite du général d'origine coréenne Gao Xianzhi (en) (高仙芝, gāo xiānzhī, parfois écrit Kao Sien-chih ; Kao Sien-tche, en coréen : 고선지 Go Seonji). Celui-ci put capturer le roi de Tachkent, Chebishi (車鼻施), qui refusait de payer le tribut à la Chine et il le fit décapiter. Les musulmans, à l'appel du fils de ce roi assassiné, vinrent avec à leur tête le général Ziyad ibn Salih conduisant les armées khorassaniennes de Abu Muslim al-Khurasani au service du calife As-Saffah. C'est au mois de juillet 751 que les armées des Abbassides et des Tang se retrouvent face à face sur chaque rive de la rivière Talas.
Les effectifs exacts des armées qui se sont affrontées à Talas ne sont pas connus avec certitude, car il existe de nombreuses estimations avec des chiffres très variables. Ainsi, selon les sources musulmanes, l'armée abbasside était composée de 40 000 Arabes soutenus par 20 000 Turcs et un contingent d'alliés tibétains, là où les sources chinoises parlent de 200 000 soldats musulmans. Pour ce qui est de l'armée chinoise, elle est forte de 150 000 hommes selon les musulmans tandis que les chroniques chinoises parlent d'une armée de 10 000 hommes soutenue par 20 000 mercenaires karlouks. Les sources chinoises insistent également sur la distance parcourue par l'armée chinoise pour arriver jusqu'à Tachkent et sur les fatigues que cela entraîna.
Selon les sources chinoises, la bataille aurait duré cinq jours. Au début, le sort sembla sourire à l'armée chinoise, mais peu à peu il tourna à l'avantage des musulmans. Finalement, l'armée Tang subit une défaite dévastatrice, due à la défection des mercenaires karlouks et à la retraite des alliés de Ferghana. Les mercenaires karlouks, qui représentent les deux tiers de l'armée Tang, ont déserté au profit des Abbassides pendant la bataille, avant d'engager au corps à corps les troupes chinoises, tandis que le gros des forces abbassides attaque de front. Les soldats des Tang ont été incapables de tenir leurs positions face à cette double attaque, et Gao Xianzhi, voyant que la défaite était imminente, a réussi à s'échapper avec certains de ses soldats chinois, grâce à l'aide de Li Siye (en). Finalement, seulement 2 000 soldats ont réussi à revenir de Talas jusqu'au Protectorat Général pour pacifier l'Ouest. Il faut noter que, malgré la défaite qu'il venait de subir, Li infligea de lourdes pertes à l'armée arabe qui s'était lancée à la poursuite des fuyards, après avoir été blâmé par Duan Xiushi (en). Après la bataille, Gao était prêt à lever une nouvelle armée contre les Arabes, lorsque la révolte d'An Lushan éclata en 755. Lorsque la capitale Tang a été prise par les rebelles, toutes les armées chinoises stationnées en Asie centrale ont reçu l'ordre de retourner dans les territoires de la Chine historique pour écraser la rébellion.

## Conséquences et impact historique
Ce ne fut pas seulement une défaite militaire pour les Chinois, car les musulmans firent de nombreux prisonniers qui furent vendus comme esclaves à Samarcande, Bagdad et Damas. Parmi ces prisonniers, certains connaissaient des techniques secrètes chinoises : la poudre à canon, le papier et la soie. Les Arabes les utilisèrent et en particulier la fabrication du papier permit de donner encore plus de force à la diffusion du Coran et des ouvrages de science et de littérature. La révolution du papier favorisa le développement de l'âge d'or islamique.
Cette victoire abbasside revêt un caractère symbolique très fort car elle marque à la fois le point le plus occidental de l'extension de l'empire chinois et le point le plus oriental de l'avancée des troupes musulmanes vers la Chine. Cependant, malgré les apparences, ce n'est pas la défaite chinoise qui provoque l'arrêt de l'expansion vers l'ouest des Tang, mais la guerre civile qui éclate peu de temps après à la suite de la révolte d'An Lushan, qui réduit drastiquement la puissance chinoise et permet aux seigneurs de guerre de gagner en puissance. C'est grâce à cela que les Arabes ont eu la possibilité de s’étendre davantage en Asie centrale au fur et à mesure que l’influence des Tang dans la région diminuait. Finalement, la bataille de Talas n'a eu aucun véritable impact stratégique, car les Arabes ne sont pas allés plus loin vers l'est après la bataille,. En effet, s'ils ont fini par prendre le contrôle direct de la Transoxiane, par la suite, il ne s'agit plus d'une expansion par des conquêtes, mais par la conversion progressive des tribus turques. Durant les années suivantes, les différents peuples versant tribut aux Tang se sont tournés les uns après les autres vers les Abbassides, les Tibétains ou les Ouïghours, ce qui a facilité l'introduction de l'islam parmi les peuples turcs. Cette conversion est progressive, car après Talas il n'y a qu'une petite minorité de Karlouks qui se convertissent, la grande majorité reste fidèle à ses anciennes croyances, jusqu'au milieu du Xe siècle, lorsque le Sultan Satuq Bughra Khan entraîne son peuple sur la voie de la conversion de masse et fonde le Khanat Qarakhanides,,,,. Ceci arrive donc plusieurs siècles après que les Tang se soient repliés d'Asie Centrale.
Mais même cette conversion des Karlouks ne suffit pas à éliminer définitivement l’influence bouddhiste et chinoise de la région. En effet, en 1141, les Turcs seldjoukides et les Qarakhanides sont vaincus par les Kara-Khitans, un peuple proto-mongol bouddhiste et sinisé, lors de la bataille de Qatwan. Cette victoire leur permet de conquérir une grande partie de l'Asie centrale aux dépens des musulmans et de fonder un Khanat bouddhiste. Les Kara-Khitans ont également réintroduit le système chinois de gouvernement impérial, puisque la Chine était encore respectée et estimée dans la région, même par la population musulmane,. De plus, les  Qara Khitaï utilisaient le chinois comme principale langue officielle. Tout ceci fait que les dirigeants de ce nouveau Khanat ont été appelés "les Chinois" par les musulmans.
Tous ces changements impactent fortement la culture de l'Asie centrale, qui était auparavant un mélange d'influences perses, indiennes et chinoise. Cette ancienne culture disparaît petit à petit, victime des luttes de pouvoir entre les différents empires qui se disputent la région : Arabes, Chinois, Turcs, Tibétains et Ouïghours. Finalement, malgré une implantation relativement lente et quelques reculs, au fil des siècles, l'Islam va devenir la principale composante de la culture de l'Asie centrale.
Le professeur Denis Sinor a lui aussi relativisé l'impact de la victoire musulmane de Talas, mais pour d'autres raisons. Selon lui, ce sont les ingérences chinoises dans les affaires intérieures du khaganat turc occidental qui sont la cause de la fin de la suprématie chinoise en Asie centrale, car la destruction de ce khaganat a supprimé le plus grand ennemi des musulmans dans la région.
Durant les années qui suivent la fondation du nouveau califat et la bataille de Talas, As-Saffah a dépensé ses richesses dans ses différentes guerres contre ses ennemis. Il est décédé en l'an 752 de notre ère et c'est son frère Abou Jafar al-Mansour (754-775) (A-p’uch’a-fo) qui lui a succédé comme second calife des abbassides. Dans un magistral retournement d'alliance, Al-Mansour aida l'empereur chinois Tang Suzong, après que ce dernier l'ait appelé à l'aide pour l'aider à lutter contre An Lushan et reprendre le contrôle de Chang'an, la capitale des Tang. Al-Mansour a répondu à cette demande en 789, en envoyant 4 000 hommes qui ont aidé les troupes des Tang à reconquérir la ville et ont été récompensés par l'empereur chinois. L’envoi de ces renforts marque la fin de l'alliance entre les abbassides et l'empire du Tibet, et le début de celle entre les arabes et les Tang,.
Une fois la rébellion matée, ces soldats ont été autorisés à s'installer définitivement en Chine, ce qui a favorisé la naissance des premières communautés musulmanes en Chine. Certains d'entre eux se sont mariés avec des Chinoises et leurs descendants sont devenus des musulmans nés en Chine et ayant conservé leur tradition religieuse et un mode de vie unique,,,,. Toutefois, la cohabitation entre l'Islam et les Chinois ne se fera pas sans heurt. Déjà, en 760, a eu lieu à Yangzhou un massacre à grande échelle de riches marchands arabes et persans, perpétré par des rebelles chinois dirigés par Tian Shengong. Par la suite, en 879, lors du massacre de Guangzhou, 120 000 à 200 000 Arabes musulmans, persans zoroastriens, juifs et chrétiens étrangers de Guangzhou ont été massacrés par les rebelles chinois dirigés par Huang Chao.
Autre conséquence de l'expansion de l'islam en Asie centrale et du déclin du bouddhisme dans cette région, le bouddhisme chinois est maintenant coupé du bouddhisme indien et devient une religion indépendante avec des éléments spirituels distincts. Des traditions bouddhistes autochtones telles que le bouddhisme de la Terre Pure et le Zen ont émergé en Chine. La Chine est devenue le centre du bouddhisme en l’Asie de l’Est, suivant le canon bouddhiste chinois, alors que le bouddhisme s’étend au Japon et à la Corée à partir de la Chine.
Un des premiers historiens à proclamer l’importance de cette bataille fut l'historien russe Vassili Bartold, un spécialiste de l’Asie centrale musulmane ayant vécu au début du XXe siècle. Cependant, si Bartold remet en lumière la bataille de Talas, il fait partie de ceux qui surestiment son impact réel. En effet, selon lui, « les premiers historiens arabes, occupés par le récit des événements se déroulant en Asie occidentale, ne mentionnent pas cette bataille, mais elle est, sans aucun doute, d'une grande importance dans l'histoire du Turkestan (occidental), car elle a tranché la question de savoir laquelle des deux civilisations, chinoise ou musulmane, devrait prédominer dans le pays (c.a.d le Turkestan). » Selon Bartold, c'est l'historien arabe Al-Tabari qui est la principale source pour l’histoire des trois premiers siècles de l’islam, ses travaux ayant survécu au sein de la compilation de textes réalisée par Ibn al-Athîr. Les travaux originaux d'Al-Tabari ont été datés de l'an 915, soit plus de 150 ans après la bataille, qui devrait donc y être décrite. Ce sont pourtant les écrits d'Athir, qui sont donc postérieurs à ceux de Tabari, qui représentent le seul compte rendu exact existant du côté musulman de la bataille de Talas. En effet, ni les écrits de Tabari qui nous sont parvenus, ni les premiers travaux historiques des Arabes n'en font mention. Malgré cela, la description de la bataille par d'Athir semble fiable, car elle correspond à celle que les Chinois en font dans l'ancien livre des Tang. Dans toutes les autres sources arabes existantes, les événements qui se sont produits dans la partie orientale de l'empire sont souvent traités brièvement, et en dehors de Tabari, la seule autre source musulmane notable concernant la bataille est l'historien Al-Dhahabi (1274-1348)

### Techniques de fabrication du papier

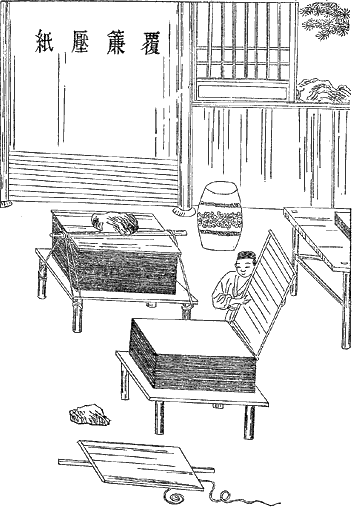
Une des cinq principales étapes de la technique de fabrication du papier en Chine ancienne, telle que décrite par Cai Lun (xylographie de la dynastie Ming).

La bataille de Talas a été un événement clé dans l’histoire du papier et plus précisément dans la transmission du processus de fabrication du papier en dehors de la Chine. Après la bataille de Talas, des prisonniers de guerre chinois possédant le savoir-faire nécessaire ont reçu l'ordre de produire du papier à Samarcande. En fait, le papier de qualité était connu et fabriqué en Asie centrale depuis des siècles ; il existe encore une lettre écrite sur du papier datant du quatrième siècle et destinée à un marchand de Samarcande. Mais la conquête islamique de l'Asie centrale à la fin du septième et au début du huitième siècle a permis au monde musulman d'accéder à ce savoir-faire pour la première fois. Ainsi, dès 794, on trouve des ateliers de fabrication de papier à Bagdad. La technologie de fabrication du papier a donc été transmise au monde islamique, qu'elle a révolutionné, et plus tard en Europe. En Chine, les techniques de fabrication du papier étaient un secret d'État, et seuls certains ateliers et moines bouddhistes maitrisaient la technologie nécessaire. Bien sûr, le papier ainsi produit était transporté et vendu dans des endroits situés fort loin des lieux de production en tant que produit de luxe chinois et, au fur et à mesure des progrès de sa commercialisation, la découverte de papier sur tel ou tel site de fouilles ne constituait plus une preuve de l'existence d'atelier de production local, mais juste de son utilisation.

## Conséquences géopolitiques
En dehors du transfert technologique des méthodes de fabrication du papier, rien ne prouve que cette bataille ait débouché sur un changement géopolitique ou démographique majeur. En fait, il semble même que l’influence de la dynastie Tang en l’Asie centrale se soit même renforcée après 751 et qu’en 755, le pouvoir des Tang en Asie centrale était à son zénith. Pour comprendre ce qui semble être un paradoxe, il faut prendre en compte plusieurs facteurs.
Premièrement, les Karlouks ne se sont jamais opposés militairement ou diplomatiquement aux Chinois après la bataille. En 753, le chef Karlouk Yabgu Dunpijia fit sa soumission au général chinois Cheng Qianli et captura A-Busi, un mercenaire chinois originaire de Tongluo qui avait fait défection en 743. À la suite de cette capture, Dunpijia se présente à la cour impériale des Tang où il reçoit un titre le 22 octobre de la même année. L'historien musulman chinois Bai Shouyi a écrit qu'en outre, au moment même où la bataille de Talas avait eu lieu, les Tang avaient également envoyé une armée depuis la ville de Shibao, qui se situe dans la province du Qinghai, vers Suyab et consolidé le contrôle chinois sur le Turgesh. L'expansion chinoise en Asie centrale ne s'est pas arrêtée après la bataille : le commandant chinois Feng Changqing, qui a succédé à Gao Xianzhi et Wang Zhengjian, a pratiquement ravagé la région du Cachemire et pris la ville de Gilgit deux ans plus tard. Même Tachkent rétablit son statut de vassal en 753, lorsque les Tang accordent un titre à son dirigeant. L'influence chinoise à l'ouest des monts du Pamir n'a certainement pas disparu à la suite de la bataille, car les États d'Asie centrale sous contrôle musulman, comme Samarcande, ont continué à demander de l'aide aux Tang contre les Arabes malgré Talas. C'est ainsi qu'en 754, les neuf royaumes du Turkestan occidental ont de nouveau envoyé des pétitions aux Tang pour leur demander d'attaquer les Arabes, les Chinois continuant de refuser de donner suite à de telles demandes comme ils l'ont fait pendant des décennies. Ferghana, dont les troupes ont participé à la bataille de Talas, a envoyé des soldats en Chine, qui ont rejoint les différents corps d'auxiliaires d'Asie centrale qui ont combattu aux côtés de l'armée chinoise et sont entrés dans la province du Gansu pendant la révolte d'An Lushan en 756. Bai a également noté que les relations diplomatiques entre les Chinois et les Arabes n'ont pas été interrompues après la bataille et que les Abbassides ont continué d'envoyer des ambassades en Chine. Ces visites ont abouti à l'échange de 13 cadeaux diplomatiques entre 752 et 798.
« In 789 the Khalifa Harun al Raschid dispatched a mission to China, and there had been one or two less important missions in the seventh and eighth centuries; but from 879, the date of the Canton massacre, for more than three centuries to follow, we hear nothing of the Mahometans and their religion. They were not mentioned in the edict of 845, which proved such a blow to Buddhism and Nestorian Christianityl perhaps because they were less obtrusive in the propagation of their religion, a policy aided by the absence of anything like a commercial spirit in religious matters. »
Enfin, la plus grande partie des tribus turques de la région ne se sont pas converties à l’islam après la bataille, la date de leur conversion en masse étant beaucoup plus tardive.

## Voir également
- Islam en Chine
- Islam en Chine sous la dynastie Tang
- Expansion de l'islam
- Route de la soie